# Municipio de Buchanan (Míchigan)
El municipio de Buchanan (en inglés, Buchanan Township) es un municipio ubicado en el condado de Berrien, Míchigan, Estados Unidos. Según el censo de 2020, tiene una población de 3436 habitantes.

## Geografía
Está ubicado en las coordenadas 41°51′7″N 86°23′40″O / 41.85194, -86.39444 (41.851992, -86.394322). Según la Oficina del Censo de los Estados Unidos, tiene una superficie total de 85.9 km², de la cual 83.2 km² corresponden a tierra firme y 2.7 km² son agua.

## Demografía
Según el censo de 2020, hay 3436 personas residiendo en la zona. La densidad de población es de 41.3 hab./km². El 91.04 % de los habitantes son blancos, el 1.25 % son afroamericanos, el 0.44 % son amerindios, el 0.44 % son asiáticos, el 0.55 % son de otras razas y el 6.29 % son de una mezcla de razas. Del total de la población el 1.98 % son hispanos o latinos de cualquier raza.